# Playboi Carti
Џордан Терел Картер (енгл. Jordan Terrell Carter; рођен 13. септембра 1996), познатији под својим уметничким именом Плејбој Карти (енгл. Playboi Carti), је амерички репер и текстописац. Раније је радио са продукцијском кућом Офл Рекордс (енгл. Awful Records) из Атланте, тренутно има уговор са Ејсап Мобовом Авге (енгл. AWGE Label) издавачком кућом и са Интерскоуп Рекордс (енгл. Interscope Records). Његов микстејп назван по себи је изашао 14. априла 2017. а његов први студијски албум Die Lit је изашао 11. маја 2018.

## Детињство и младост
Џордан је рођен у Атланти, Џорџија, и одрастао је у Ривердејлу, Џорџија. Похађао је Норт Спрингс Чартер средњу школу у Сенди Спрингсу. Често је бежао из школе да би радио на својој музици или да би ишао на посао у Х&М.
Карти је куповао ствари у секонд-хенд продавницама, што је утицало на његов стил и музику.

## Каријера
Карти је почео да се бави реп музиком у младости, под именом Ср Картиер. Доста његових раних радова је обрисано са Интернета. Кренуо је да користи име Плејбој Карти 2012. и тада је потписао за Офл Рекордс, чији је власник репер Фадр. Почео је да привлачи пажњу 2015. са својим сингловима "Broke Boi" и "Fetti" на ком су гостовали Деш и Максо Крим, оба објављена на Саундклауду. Отприлике у ово време је Карти често сарађивао са реперима из андерграунд сцене Атланте, уклјучујући и његовог рођака УноДАктивист, Лил Јахти, Етерил, Јанг Банс, ТуксанибаФауни и са продуцентима Мексикодро и АјСуЈуТвет.
У 2016. је гостовао на Ејсап Мобовом-овом синглу "Telephone Calls" са албума "Cozy Tapes Vol. 1: Friends". Исте године, Карти је потписао за њихову продукцијску кућу Авге и Интерскоуп рекордс.
Карти је избацио његов први микстејп "Playboi Carti" у априлу 2017. Издање је уграбило пажњу многих музичких публикација укључујући "ИксИксЕл", "Пичфорк", "Спин", "ХотЊуХипХоп" и "ПопМетерс" и достигло је место 12. на Билборд 200. На том микстејпу су била два успешна сингла, "Magnolia" која је достигла место 29 на Билборд Хот 100, и "Woke Up Like This" на коме је гостовао Лил Узи Верт који је достигао место 79. У то време је Карти ишао на турнеју са реперима Гучи Мејн и Дризи.
У 2017. је именован за једног од десет ИКСИКСЕЛ-ов "2017 Фрешмен Клас". Исте године је гостовао на песми "Raf" од Ејсап Моба и на синглу "Summer Bummer" од Лане дел Реј.
Дана 11. маја 2018. је избацио његов први студијски албум "Die Lit".

### Моделинг
Картијев модни стил је једна од главних ствари његовог јавног живота. ЏиКју га је дефинисао као вође младог стила и кажу да представља стилску средину између Ејсап Рокија, Лил Узи Верта и Лил Јахтија.
Међу Картијевим омиљеним брендовима су Раф Симонс и Балман. Карти је упознао Симонса на модној ревији у ЊуЈорку. Карти је гостовао на песми "Raf", у споту за песму Карти, Ејсап Роки и Кваво носе ретке примерке Раф Симонс одеће. Карти сматра Кање Веста и Ејсап Рокија као инспирацију за свој модни стил.
Карти се више пута бавио моделингом, укључујући бреднове као што су Луј Витон, Кање Вестов Јизи Сизн 5, ВФајлс и Дрејков ОВО Лукбук.

## Музички стил
За Картија се каже да је "мамбл репер" и "саундклауд репер", његов музички стил "као да се игра, тешко удара и веома мелодичан." Комплекс каже да се "његов стил доста понавња, да га више брине флоу и "кечи" изрази." Бриана Јангер са Пичфорка каже да је "Картијева музика мање око музикалности а више до атмосфере" и да "шта год Картију фали у конкретности он покрива тиме што је спреман да ризикује" На Картијеву музику су утицали репери попут Гучи Мејна, Јанг Тага, Ејсап Рокија, Лил Узи Верта, Чиф Кифа, Јанг Лина и Лил Вејна.
ЊуЈорк Тајмс каже да Картијево реповање делује као да "му је лакше да је на сцени у улози него сам чин реповања."

## Приватан живот
Карти тренутно живи и ради у и око Лос Анђелеса.
У 2018. Карти је почео да излази са репером Иги Азилија.

### Легални проблеми
У јулу 2017. Карти је ухапшен због тужбе за насиље у домаћинству, када је, након свађе са својом девојком њу повукао за ранац и извукао је са терминла на Лос Анђелес Интернационалном Аеродрому. У августу 2017. је објављено да неће ићи на суд због тога.

## Дискографија
| Наслов  | Подаци о албуму                                                                                    |
| ------- | -------------------------------------------------------------------------------------------------- |
| Дај Лит | - Датум изласка: 11. мај 2018. - Продукцијска кућа: Авге, Интерскоуп - Формат: Дигиталан, стриминг |

| Наслов        | Детаљи                                                                                                  | Потврде      |
| ------------- | --- | ------------ |
| Плејбој Карти | - Датум изласка: 14. април 2017 - Продукцијска кућа: Авге, Интерскоуп - Формат: Дигиталан, стриминг, ЦД | - РИАА: Голд |

### Синглови
| Наслов                                    | Година | Потврда                         | Албум         |
| ----------------------------------------- | ------ | ------------------------------- | ------------- |
| "Лукин" (гостује Лил Узи Верт)            | 2017   |                                 | Плејбој Карти |
| "Воук ап лајк дис" (гостује Лил Узи Верт) | 2017   | - РИАА: Платинум - МЦ: Голд     | Плејбој Карти |
| "Магнолија"                               | 2017   | - РИАА: 2 Платинум - МЦ: 2 Голд | Плејбој Карти |

| Наслов                                                                                       | Година | Албум                        |
| -------------------------------------------------------------------------------------------- | ------ | ---------------------------- |
| "Екшн" (Џои Фетс гостују Плејбој Карти и Ејсап Нест)                                         | 2016   | није на албуму               |
| "Телефоун Колс" (Ејсап Моб гостују Ејсап Роки, Тајлер д Кријејтор, Плејбој Карти, Јанг Глиш) | 2016   | Коузи Тејпс вол. 1: Френдс   |
| "Раф" (Ејсап Моб гостују Ејсап Роки, Плејбој Карти, Куаво, Лил Узи Верт и Френк Оушн)        | 2017   | Коузи Тејпс вол. 2: Ту Коузи |
| "Самр Бамр" (Лана Дел Реј Гостују Ејсап Роки и Плејбој Карти)                                | 2017   | Ласт фор Лајф                |
| "Јоу Пиер" (Пиер Боурн гостује Плејбој Карти)                                                | 2017   | Д Лајф оф Пиер 4             |
| "Гет Дрипд" (Лил Јахти гостује Плејбој Карти)                                                | 2018   | Нутн ту прув                 |

| Наслов                      | Година | Уметници                                                                                             | Албум                           |
| --------------------------- | ------ | --- | ------------------------------- |
| "Ајноујуноу"                | 2014   | Етерил                                                                                               | Кактус Џек                      |
| "Пипин"                     | 2015   | Гучи Мејн, 21 Севеџ                                                                                  |                                 |
| "Фејк ЕјЕф"                 | 2015   | Фадр                                                                                                 | Папикодон                       |
| "2 дор"                     | 2015   | Треп Мани Бени, Лембс                                                                                | Треп Мани Бени                  |
| "Сосин" (ремикс)            | 2015   | Лаки                                                                                                 | Фривејв                         |
| "Плаг"                      | 2015   | Рич д Кид, Кодак Блек                                                                                | Треп Ток                        |
| "Гоуст"                     | 2015   | Ки!                                                                                                  | Мартин Лутер Ки!                |
| "Лефт Рајт"                 | 2016   | Лил Узи Верт                                                                                         |                                 |
| "Далас"                     | 2016   | Џои Фетс                                                                                             | Ајл кол ју тумороу              |
| "Хард ту брит"              | 2016   | Кеш Аут                                                                                              |                                 |
| "Парти сонг"                | 2016   | Рис                                                                                                  | Бифор д Јуниверс                |
| "Спајк Ли"                  | 2016   | Максо Крим, Рич д Кид                                                                                | Д Персона Тејп                  |
| "Ноу Прешр"                 | 2016   | Рич д Кид                                                                                            | Рич Форевр                      |
| "Бутед ап"                  | 2016   | ДЈ Твин                                                                                              | Деј 1                           |
| "Спиди Гонзалес"            | 2016   | Џастин Роуз                                                                                          | Вотер Вајт                      |
| "Оф Коурс Ви Гето Флауерс"  | 2016   | Лил Узи Верт, Офсет                                                                                  | Д Прфект Лав Тејп               |
| "Лондон Таун"               | 2016   | Ејсап Моб, Ејсап Роки, Ејсап Ент                                                                     | Коузи Тејпс вол. 1: Френдс      |
| "Лил Пил"                   | 2016   | Фејмус Декс                                                                                          | Дифрент                         |
| "Стр8 ап"                   | 2016   | Рич д Кид, Фејмус Декс                                                                               | Кип Флексин                     |
| "Скорин"                    | 2016   | Мурда Битз, Офсет                                                                                    | Кип Гад Фрст                    |
| "Грин & Прпл"               | 2017   | Трејвис Скот                                                                                         |                                 |
| "ИСЛ"                       | 2017   | Гуна                                                                                                 | Дрип Сизон 2                    |
| "Минит"                     | 2017   | Нав, Метро Бумн, Офсет                                                                               | Прфект Тајминг                  |
| "Мед мен"                   | 2017   | Ејсап Фрг                                                                                            | Стил Страјвинг                  |
| "Д Метрес"(ремикс)          | 2017   | Ејсап Фрг, Ејсап Роки, Рич д Кид, Фејмус Декс                                                        | Стил Страјвинг                  |
| "Пери Еј"                   | 2017   | Ејсап Моб, Ејсап Роки, Ејсап Нест, Џејден Смит                                                       | Коузи Тејпс вол. 2: Ту Коузи    |
| "Блоуин Мајндс (Скејтборд)" | 2017   | Ејсап Моб, Ејсап Роки, Ејсап Нест, Ејсап Ент, Чиф Киф                                                | Коузи Тејпс вол. 2: Ту Коузи    |
| "Вок он Вотер"              | 2017   | Ејсап Моб, Ејсап Твелви, Ејсап Ент, Ејсап Нест, Ејсап Фрг                                            | Коузи Тејпс вол. 2: Ту Коузи    |
| "Гет д Бег"                 | 2017   | Ејсап Моб, Ејсап Роки, Ејсап Фрг, Ејсап Ент, Ејсап Нест, Ејсап Тјују, Смоуки Марџиела                | Коузи Тејпс вол. 2: Ту Коузи    |
| "Фрет Рулс"                 | 2017   | Ејсап Моб, Ејсап Роки, Биг Син                                                                       | Коузи Тејпс вол. 2: Ту Коузи    |
| "ФЈБР(Фрст Јир Бинг Рич)    | 2017   | Ејсап Моб, Ејсап Твелви, Ејсап Роки, Ејсап Ент, Ејсап Фрг, Ки!                                       | Коузи Тејпс вол. 2: Ту Коузи    |
| "Вот Хепнс"                 | 2017   | Ејсап Моб, Ејсап Роки, Ејсап Фрг, Ејсап Твелви, Џои Бедес, Крк Најт, Ник Кошн, Мичи Дарко, Зомби Ђус | Коузи Тејпс вол. 2: Ту Коузи    |
| "Чек"                       | 2017   | Худрич Пабло Жуан                                                                                    | Дизајнер драгс 3                |
| "Влоун Таг"                 | 2017   | Милан Мејкс Битс, УнодАктивист                                                                       | Вејв 1                          |
| "Стил Кикин / Он Гоу"       | 2017   | Милан Мејкс Битс, ТуксанибаФауни                                                                     | Вејв 1                          |
| "Батерфлај Куп"             | 2017   | Милан Мејкс Битс, Јанг Банс                                                                          | Вејв 1                          |
| "Крамбс"                    | 2017   | Драм                                                                                                 | Биг Бејби Драм (Делукс верзија) |
| "Хит а Лик"                 | 2017   | Хари Фрод                                                                                            | Д Коуст                         |
| "Еинт Дуин Дет2             | 2018   | Јанг Сизл                                                                                            | Треп Ји: Сизн 2                 |
| "Бак Шотс"                  | 2018   | Ејсап Роки, Смоки Марџиела, Келвин Краш                                                              | Тестинг                         |
| "Гет Дрипд"                 | 2018   | Лил Јахти                                                                                            | Нутн ту прув                    |
| "Алмеда"                    | 2019   | Соланж, Метро Бумин                                                                                  | Вен ај Гет Хоум                 |
| "Ерфкуејк                   | 2019   | Тајлер д Кријејтор, Чарли Вилсон, Џеси Вилсон                                                        | Ајгор                           |